# Alex Moore (Bluesmusiker)
„Whistlin’“ Alex Moore (* 22. November 1899 als Alexander Herman Moore in Dallas; † 20. Januar 1989 ebenda) war ein US-amerikanischer Sänger und Klavierspieler des Texas Blues.
Nach dem Tode seines Vaters musste er im Alter von elf Jahren die Schule verlassen, um zu arbeiten.
Anfang der 1920er Jahre hatte er seine ersten Auftritte auf Feiern und in Klubs, nachdem er schon einige Jahre zuvor im Radio zu hören war. 1929 nahm er seine ersten drei Platten für Columbia Records auf. In der folgenden Zeit trat er weiter auf, und 1937 machte er weitere Plattenaufnahmen für Decca Records. 
1987, zwei Jahre vor seinem Tod, wurde er von der Stiftung „National Endowment for the Arts“ für sein Lebenswerk geehrt.